# Cari fottutissimi amici
Cari fottutissimi amici è un film del 1994 diretto da Mario Monicelli.
La pellicola è ambientata nella Toscana dell'agosto 1944, appena liberata dagli Alleati.
Presentato al 44º Festival Internazionale del Cinema di Berlino, valse a Monicelli la Menzione d'onore per la regia.

## Trama
Firenze, agosto 1944. Il teatro delle operazioni belliche si è spostato più a nord e, in mezzo alla devastazione, un anziano ex-pugile genovese raccoglie un gruppo di giovani col fine di fondare una compagnia di spettacoli pugilistici itinerante, così da poter racimolare un po' di soldi e un po' di provviste esibendosi nelle fiere di paese.
Partiti da Firenze con un vecchio camioncino a gassogeno, in vari momenti, durante il viaggio, si uniscono alla sgangherata compagnia anche un carrista americano di colore fuggito da un campo di prigionia e con aspirazioni da disertore, una ex ausiliaria, l'ex fidanzata di un partigiano comunista e perfino un cane. Tra feste patronali e di liberazione, incontri improvvisati, notti all'addiaccio, contadini armati e matrimoni partigiani, il gruppo cercherà infine di tornare a Firenze.

## Colonna sonora
La colonna sonora è composta da brani dell'epoca scelti da Renzo Arbore e Alessandro Mannozzi.